# Strzelce Opolskie
Strzelce Opolskie este un oraș în Polonia. Oraș din sec. XIV, reședința cnejilor din Opole, refăcut după distrugerile suferite în vremea războiului.